# پیر گینت (فیلم ۱۹۱۵)
«پیر گینت» (انگلیسی: Peer Gynt (1915 film)) فیلمی در ژانر فانتزی به کارگردانی اسکار آپفل و رائول والش است که در سال ۱۹۱۵ منتشر شد.